# Seznam avstralskih botanikov
Seznam avstralskih botanikov.

## A
- David Ashton

## G
- David Goodall (1914 - 2018)

## H
- Alfred William Howitt

## M
- John Macadam
- Ferdinand von Mueller

## W
- Jim Willis
- F. R. M. Wilson
- William Woolls